# Auguste Bruart
Auguste Bruart, né le 14 décembre 1914 à Gouy-lez-Piéton et décédé à Mons le 18 janvier 1996 fut un homme politique belge wallon, membre du Centre démocrate humaniste.
Il fut délégué syndical CSC des Ateliers de Familleureux ; résistant ; secrétaire permanent syndical auprès des métallurgistes chrétiens du Centre (CCMB), républicain. 

## Fonctions politiques
- conseiller communal de La Louvière (1977-1982)
- sénateur coopté (1980-1981)
- membre du Conseil régional wallon (1980-1981)